# Judendorf-Strassengel
Judendorf-Strassengel er en østrigsk kommune i distriktet Graz-Umgebung i delstaten Steiermark. Kommunen har et areal på 10,61 km² og et indbyggertal på 5.594 pr. 1. januar 2011.